# Jannis Kleeberg
Jannis Kleeberg (* 21. April 2002) ist ein deutscher Fußballspieler. Der linke Verteidiger steht beim Berliner AK 07 unter Vertrag.

## Karriere
Kleeberg erlernte das Fußballspielen beim VfL 08 Herzberg. Von dort wechselte er 2015 zu Petershütte. Im Jahr 2016 schloss er sich Eintracht Braunschweig an. 
Zur Saison 2017/2018 kam er für Braunschweig in der B-Junioren-Bundesliga Nord/Nordost zum Einsatz. Sein Debüt gab er am 4. November 2017 bei der 1:2-Niederlage gegen RB-Leipzigs U-17. Insgesamt machte er 10 Spiele in der B-Junioren-Bundesliga. Im Jahr 2019 gewann er mit dem NFV-U18 Team den DFB-Länderpokal in Duisburg-Wedau. Er führte die Mannschaft als Kapitän aufs Feld. Seit der Saison 2019/2020 steht er für die A-Junioren Braunschweigs auf dem Platz. 
Am 33. Spieltag wurde er zum ersten Mal für den Spieltagskader Braunschweigs nominiert. Bei der 1:2-Niederlage gegen die Würzburger Kickers am 16. Mai saß er 90 Minuten auf der Bank. Am letzten Spieltag der Saison 2020/2021 kam er bei der 0:4-Niederlage im Spiel gegen den Hamburger SV zu seinem Debüt in der 2. Bundesliga. Er wurde von Daniel Meyer in der 87. Minute für Danilo Wiebe eingewechselt. Braunschweig stieg durch die Niederlage in die 3. Liga ab. 
Im Sommer 2022 wechselte er in die Regionalliga Nordost zum Berliner AK 07.